# Remixed & Unplugged in A Minor
A Remixed & Unplugged in A Minor Alicia Keys amerikai énekesnő albuma. Keys első albumának, a Songs in A Minornak a dalai szerepelnek rajta remixváltozatban vagy koncertfelvételként. Egyes országokban Songs in A Minor: Remixed & Unplugged címen jelent meg. A remixek nagy része korábban már megjelent kislemezeken.
A koncertfelvételek 2002. augusztus 10-én készültek a KeyArenában, a Seattle-ben. A Someday We’ll All Be Free Donny Hathaway 1973-ban megjelent című dalának feldolgozása; Alicia korábban a 2001. szeptember 11-ei terrortámadást követő jótékonysági koncerten adta elő.

## Dallista
| Remixed   | Remixed                                                      | Remixed                                                      | Remixed |
| #         | Cím                                                          | Szerzők                                                      | Hossz   |
| --------- | ------------------------------------------------------------ | ------------------------------------------------------------ | ------- |
| 1.        | Girlfriend (KrucialKeys Sista Girl Mix)                      | Alicia Keys, Jermaine Dupri, Joshua Thomps                   | 3:27    |
| 2.        | Gangsta Lovin’ (Eve feat. Alicia Keys)                       | Alisa Yarbrough, Jonah Ellis, Lonnie Simmons                 | 3:59    |
| 3.        | Fallin’ (Remix featuring Busta Rhymes and Rampage)           | Keys                                                         | 3:56    |
| 4.        | A Woman’s Worth (Remix)                                      | Keys, Erika Rose                                             | 3:30    |
| 5.        | Butterflyz (Roger’s Release Mix)                             | Keys                                                         | 3:54    |
| 6.        | Troubles (J-Jay & Chris Lum Bootleg Mix)                     | Keys, Kerry Brothers, Jr.                                    | 4:24    |
| 7.        | How Come You Don’t Call Me (Neptunes Remix)                  | Prince                                                       | 4:23    |
| 8.        | Fallin’ (Ali Version)                                        | Keys                                                         | 4:30    |
| Unplugged |                                                              |                                                              |         |
| #         | Cím                                                          | Szerzők                                                      | Hossz   |
| 1.        | Moonlight Sonata/L’Interludio, Ambivalente/Ain’t Misbehavin’ | Beethoven, Ray Chew, Harry Brooks, Andy Razaf, Thomas Waller | 2:22    |
| 2.        | Goodbye                                                      | Keys                                                         | 2:49    |
| 3.        | Never Felt This Way                                          | Brian McKnight, Brandon Barnes                               | 1:45    |
| 4.        | Butterflyz                                                   | Keys                                                         | 0:52    |
| 5.        | Caged Bird                                                   | Keys                                                         | 2:03    |
| 6.        | I Got a Little Something for You                             | Keys                                                         | 1:45    |
| 7.        | Someday We’ll All Be Free                                    | Donny Hathaway, Edward Howard                                | 6:24    |